# Gunung Binaiya
Gunung Binaiya är ett berg i Indonesien. Det ligger i den östra delen av landet, 2 500 km öster om huvudstaden Jakarta. Toppen på Gunung Binaiya är 3 027 meter över havet. Gunung Binaiya ingår i Pegunungan Manusela.
Terrängen runt Gunung Binaiya är huvudsakligen mycket bergig. Gunung Binaiya är den högsta punkten i trakten. Runt Gunung Binaiya är det ganska glesbefolkat, med 28 invånare per kvadratkilometer. I omgivningarna runt Gunung Binaiya växer i huvudsak städsegrön lövskog.